# فرانك ديفيد جافيريا
فرانك ديفيد جافيريا هو لاعب كرة قدم كولومبي، ولد في 11 يونيو 2001.